# 吳季芸
吳季芸（Gigi Wu，1982年3月8日—2019年1月20日），綽號「G哥」、「老娘G」，台灣女性登山客，以在台灣百岳山頂穿著比基尼泳衣合影聞名。2019年1月初，於駒盆山下切無雙社路段時，失足墜落20至30公尺深山谷。因為地處偏遠，救難隊員於數日後發現她已不幸凍斃。

## 登山經歷
吳季芸學校畢業之後從事貿易業，在5年多前接觸登山，4年內挑戰百岳成功，當初因為和朋友打賭輸了，所以每次到達頂峰就會換上比基尼拍下美照，因此被稱為「比基尼登山客」，4年來有97套比基尼的照片。吳季芸攻頂紀錄輝煌，號稱一年有127天在山上。吳氏曾說：「有孤癖的我，一直無法融入歡鬧群體的生活，也許，這正是我喜歡上山的原因，一種逃離世俗的概念，一種躲回舒適圈的逃避行為。」
2013年1月吳季芸開始攀登高山，第一個行程為向陽三叉嘉明湖行程。2015年吳季芸就開始挑戰非百岳熱門的高難度縱走登山路線。2016年7月吳季芸完成百岳後，繼續完成南北大武縱走、雪山下志佳陽、武家加難山劍南尖上大劍走雪劍、能高安東軍順遊巴沙灣&牡丹池等行程。2017至2018年間，吳氏發表不少篇登山紀錄，相當多路線都是極少山友拜訪的冷門路線，引起相當多專業山友的關注。2017年她開始攀登非在台灣百岳之列的另外168座超過3000公尺以上的高山以及超長天數的縱走路線。
2019年1月11日她獨自從南投縣信義鄉東埔入山，規劃攀登八通關、馬博拉斯山、駒盆山、無雙社等地點，原計畫1月24日沿郡大林道下山，但1月19日在駒盆山往無雙社路段接近無雙吊橋附近摔落約30公尺深山谷，意識清醒、上半身受傷，但下半身無法動彈，撥打衛星電話對外求救。南投縣消防局第三大隊搜救人員，在1月21日約中午12時左右，抵達吳季芸求救墜谷地點，但已無生命跡象，身體凍僵且明顯死亡。事後據家屬表示，法醫證明吳季芸的死亡日期為2019年1月20日。

## 身後
美國老牌體育雜誌《運動畫刊》（Sports Illustrated）在2020年8月31日封面故事中，刊出報導性文章〈吳季芸如何在追求人生夢想中失去自己生命〉（How Gigi Wu Found and Lost Herself in the Clouds）。文中敘述吳季芸累積登山經驗之後，2017年5月獨自攀爬中央山脈，她後來在網路發文指獨攀期間只要有一個錯誤，「此行就可能是最後一次」。時隔一年，她發布一張腿部傷痕累累的照片，稱爬山時意外失足滑落受傷。 報導引述來自美國麻薩諸塞州55歲的登山客索羅門（Jon Solomon）說，2018年12月曾在登山營地與她有過談話，隔天又在山徑遇見她，驚訝發現吳季芸的背包總重量約31.7公斤，是索羅門負重的兩倍。索羅門主張「極輕登山」裝備，以利在台灣山徑保持平衡。
作家龍應台在2019年1月23日在臉書以1200多字寫下〈台灣未解嚴 《純粹大武山》〉一文，陳述自己對此事的看法。

## 外部連結
- 吳季芸的健行筆記（页面存档备份，存于）